# Estádio Jean-Bouin
O Stade Jean-Bouin é um estádio de 20 000 lugares em sua nova configuração, localizado no 16o distrito de Paris. Foi construído em 1925 e renovado pela primeira vez em 1970 e, em seguida, uma segunda vez em 2013. Em 1975, um ginásio foi anexado ao complexo. Posteriormente, em 1982, um campo de hóquei sobre a grama foi também construído no local. Possui ainda quinze quadras de tênis, dez das quais são saibro. O estádio é batizado com o nome de um conhecido atleta francês Jean Bouin, corredor de média distância. O estádio está localizado ao lado do Parc des Princes.
Historicamente o estádio foi administrado pelo CASG Paris (posteriormente rebatizado como Paris Jean Bouin), clube praticante de seis modalidades esportivas, incluindo tênis, a mais forte com várias centenas de praticantes. O Jean-Bouin também recebe jogos do Stade Français CASG, clube de rugby integrante do Top 14, o mais importante campeonato nacional do esporte na França. O estádio ainda dispõe de instalações para a prática de atletismo, tendo recebido a Reunião do Atletismo em Paris até o início da década de 1990. Foi palco do emblemático episódio onde Sergey Bubka, atleta soviético (ucraniano) quebrou o recorde mundial de salto com vara, alcançando a incrível marca de 6 metros, em 13 de julho de 1985.
O estádio também recebeu (de 1983 a 1993) os jogos do Casque d'Or (finais do Casque de Diamant, o campeonato francês de futebol americano).
Em 2016, o estádio sediou o evento de inovação esportiva " Trampolim ". Esta plataforma incluiu uma incubadora de startups.
Em junho de 2016, a prefeita de Paris, Anne Hidalgo, anunciou um contrato de concessão por um ano pelo clube de futebol do Estrela Vermelha FC, assinado entre o clube e a Cidade de Paris (proprietário do estádio) e o conselho do departamento de Seine-Saint-Denis. O clube retornou a Saint-Ouen no ano seguinte, após o rebaixamento no campeonato nacional.
Em 2025, o Paris FC anunciou que mandará os jogos no estádio, após um acordo com o time de rugby Stade Français, válido até meados de 2029.

## Reforma

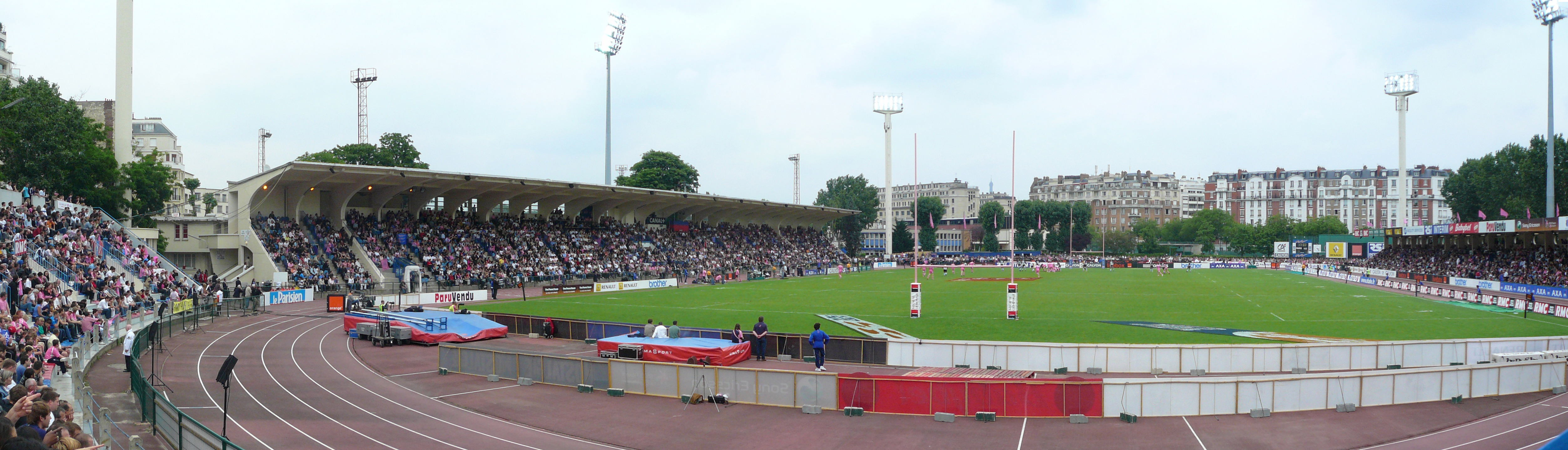
Stade français-Castres olympique au stade Jean-Bouin (31 mai 2008).

O projeto de reforma do estádio foi parte do programa da candidatura de Paris a sede dos Jogos Olímpicos de 2012, como palco das competição de hóquei sobre a grama. Entendia-se que este projeto de renovação deveria ser mantido apesar da derrota de Paris, mas demorou cerca de dois anos adicionais para o conselho municipal de Paris finalmente permitir a execução do projeto, em 12 de fevereiro de 2007, por 80 votos a 59. Este projeto é significativamente diferente da versão inicial de Paris 2012 e prevê, a criação de um parque de estacionamento subterrâneo com 500 espaços (dos quais 100 são reservados para residentes),  de 8 000 m² de comércio, incluindo um restaurante e loja do clube residente, 850 m²  de escritórios e o cumprimento de infra-estrutura de um estádio de 20 000 lugares no padrão requerido pela Federação Francesa de Rugby e a Federação Francesa de Futebol. A fim de garantir uma maior proximidade do público com o complexo, a pista de atletismo e o campo de hóquei sobre a grama serão transferidos e mantidos acessíveis a centenas de escola e vizinhos do estádio, nos gramados do Auteuil. E então uma área de 35 000 m² (de um total de 57 000 m²) do atual estádio será demolida para dar lugar ao novo estádio de rúgbi e de centros comerciais. A reforma da parte restante do complexo do Stade Jean Bouin (o ginásio, de 1975, com dois espaços para a prática de artes marciais e ginástica e quadras de tênis) não é planejado pela cidade de Paris.
A transformação encontra uma forte oposição local, com a união de grupos de moradores, liderada pelos vice-prefeitos do 16o distrito, Claude Goasguen, e da cidade de Boulogne, Pierre-Christophe Baguet, pelos moradores locais, e pela associação Paris Jean Bouin, cuja concessão renovada pela Cidade de Paris em 11 de agosto de 2004 para 20 anos foi encerrada em 19 de janeiro de 2009.
Por outro lado, um grupo de apoio também foi formado, defendendo que o novo estádio permitirá o desenvolvimento das equipes profissionais de rugby da cidade a nível nacional e europeu, sendo um equipamento esportivo digno de suas ambições no esporte.

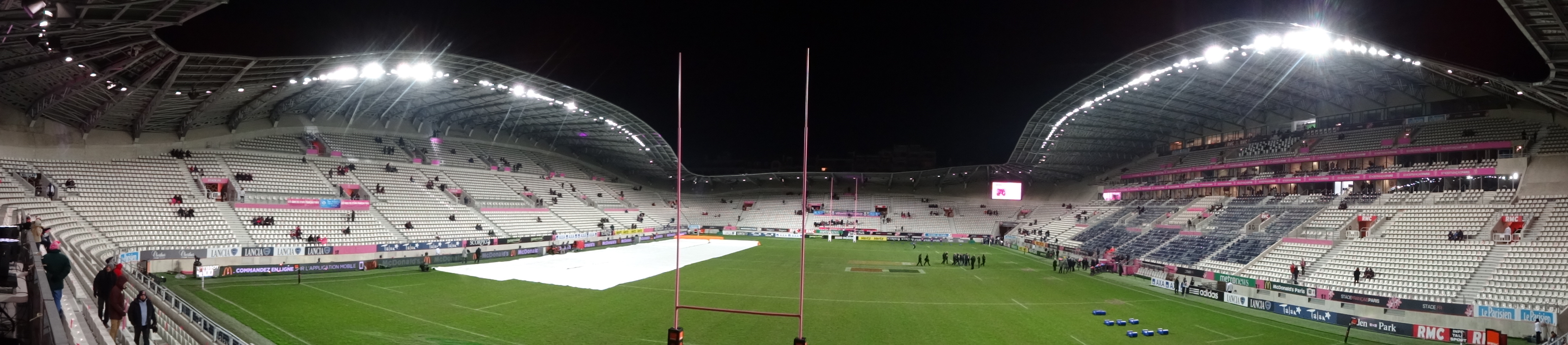
Vista panorâmica do novo Jean-Bouin (28 de dezembro de 2014)

Em 8 de novembro de 2007, o projeto de Rudy Ricciotti (vencedor do grande prêmio nacional de arquitetura de 2006) foi escolhido por um júri nomeado pela cidade de Paris, o líder de projeto Christophe Kayser. A capacidade de espectadores sentados no estádio será aumentada para 20 000 lugares, todos cobertos. A fase também inclui 51 lojas, um estacionamento com 500 vagas e uma galeria comercial. Uma consulta pública foi conduzida pela Prefeitura de Paris no final do ano de 2009 a fim de apresentar, aos moradores e aos diferentes atores locais, o projeto para o novo Stade Jean-Bouin, bem como o projeto de desenvolvimento do distrito de Auteuil. Apesar das oposições, o trabalho começou, no verão de 2010. A praça desportiva foi remodelada e inaugurada em 31 de agosto de 2013, com custo total estimado em 110 milhões de euros. O estádio é composto pelos setores "Tribuna Presidencial", "Paris", "Parc des Princes" e "Gilardi".